# Rubus plexus
Rubus plexus är en rosväxtart som beskrevs av Merritt Lyndon Fernald. Rubus plexus ingår i släktet rubusar, och familjen rosväxter. Inga underarter finns listade i Catalogue of Life.